# Nuweiba
Nuweiba (Arabisch: نويبع) is een plaats in het Egyptische gouvernement Zuidelijke Sinaï. Nuweiba ligt tussen Sharm el-Sheikh en Taba. Nuweiba betekent in het Arabisch "Borrelende bronnen".
Nuweiba strekt zich uit langs de kust van de Golf van Akaba. Tot Nuweiba hoort het vissersdorp El Mezzina. Dit zou het oudste Bedoeïenendorp van de Sinaï zijn en vernoemd zijn naar de grootste Bedoeïense stam "de Muzzeina's".
De haven van Nuweiba (ook "Mina" genoemd) kende de laatste jaren een grote uitbreiding. Vanuit de haven wordt een dagelijkse veerdienst op Akaba in Jordanië onderhouden. Vroeger werd deze haven vooral door bedevaartgangers op weg naar Mekka gebruikt; tegenwoordig wordt de veerdienst dagelijks gebruikt door tientallen vrachtwagens in de handel tussen Egypte en de Arabische wereld.

## Foto galerij

Nuweiba - نويبع
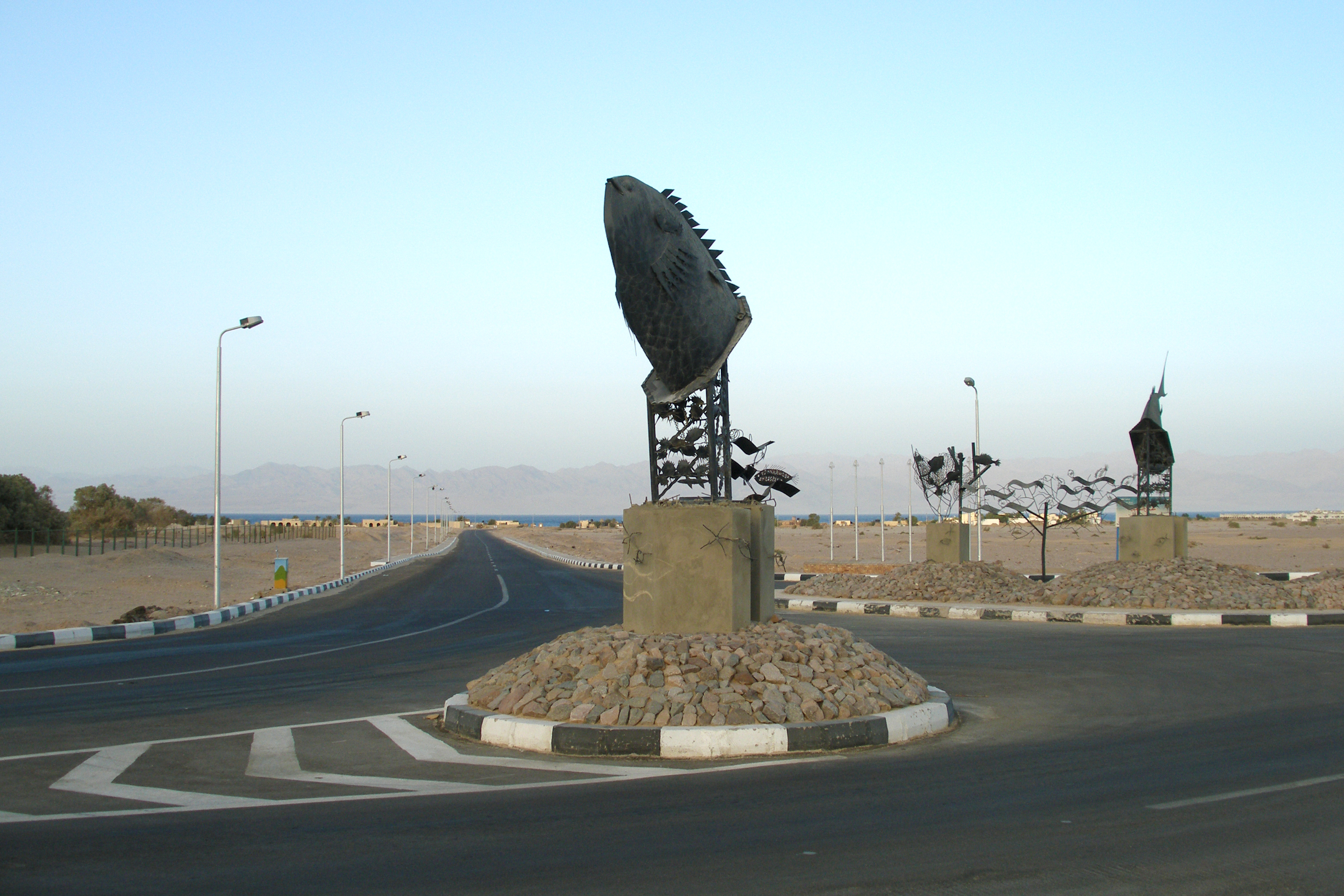
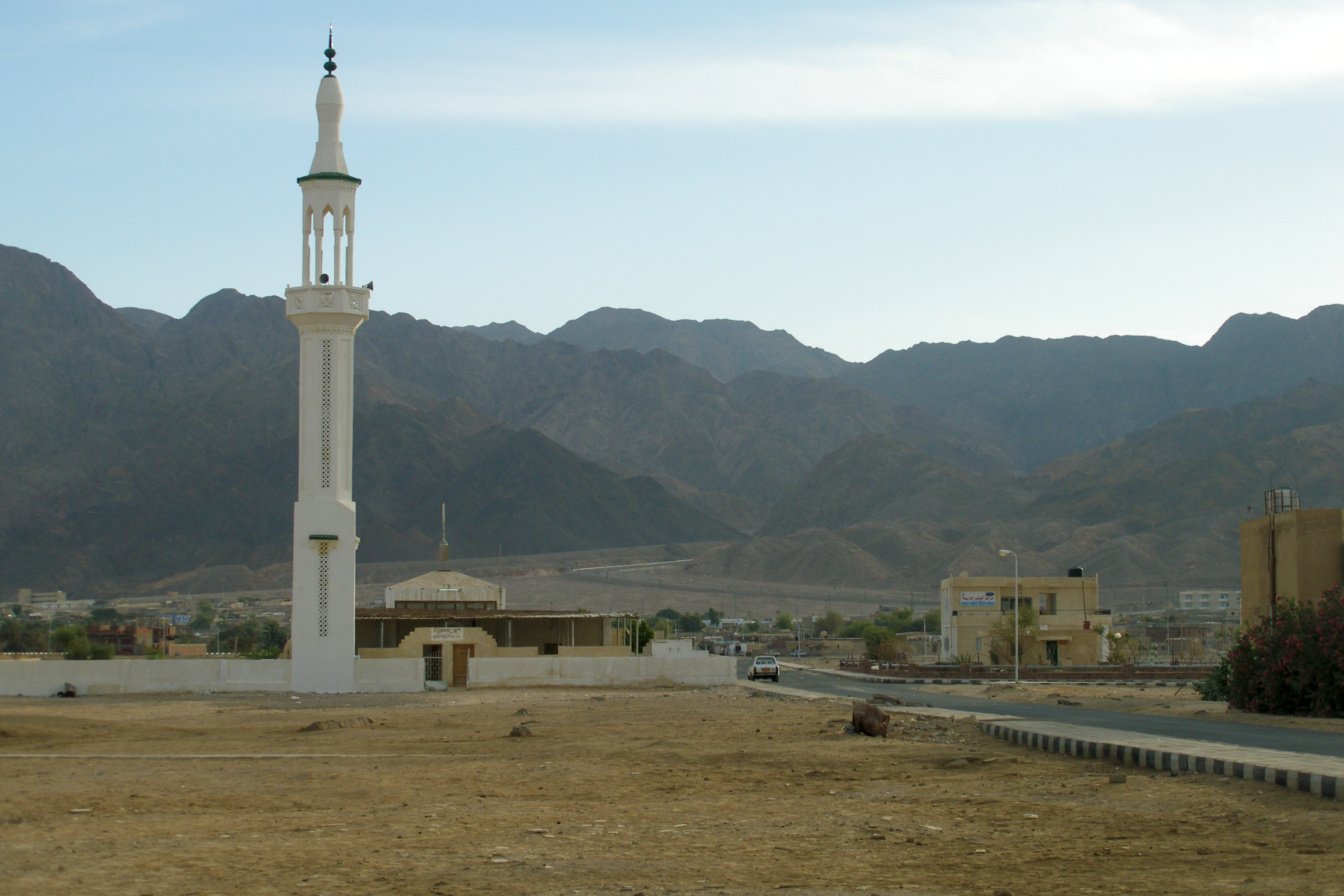
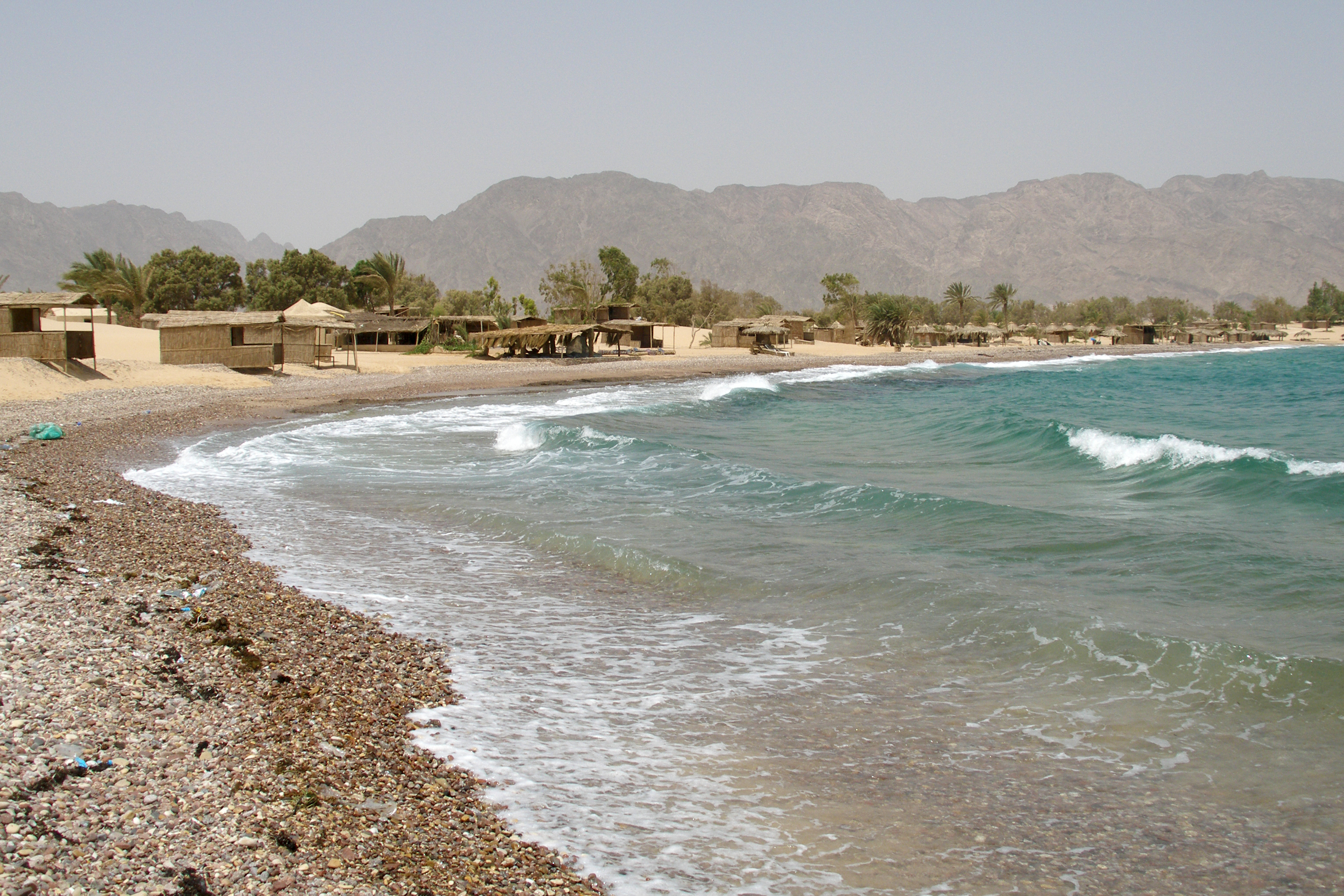
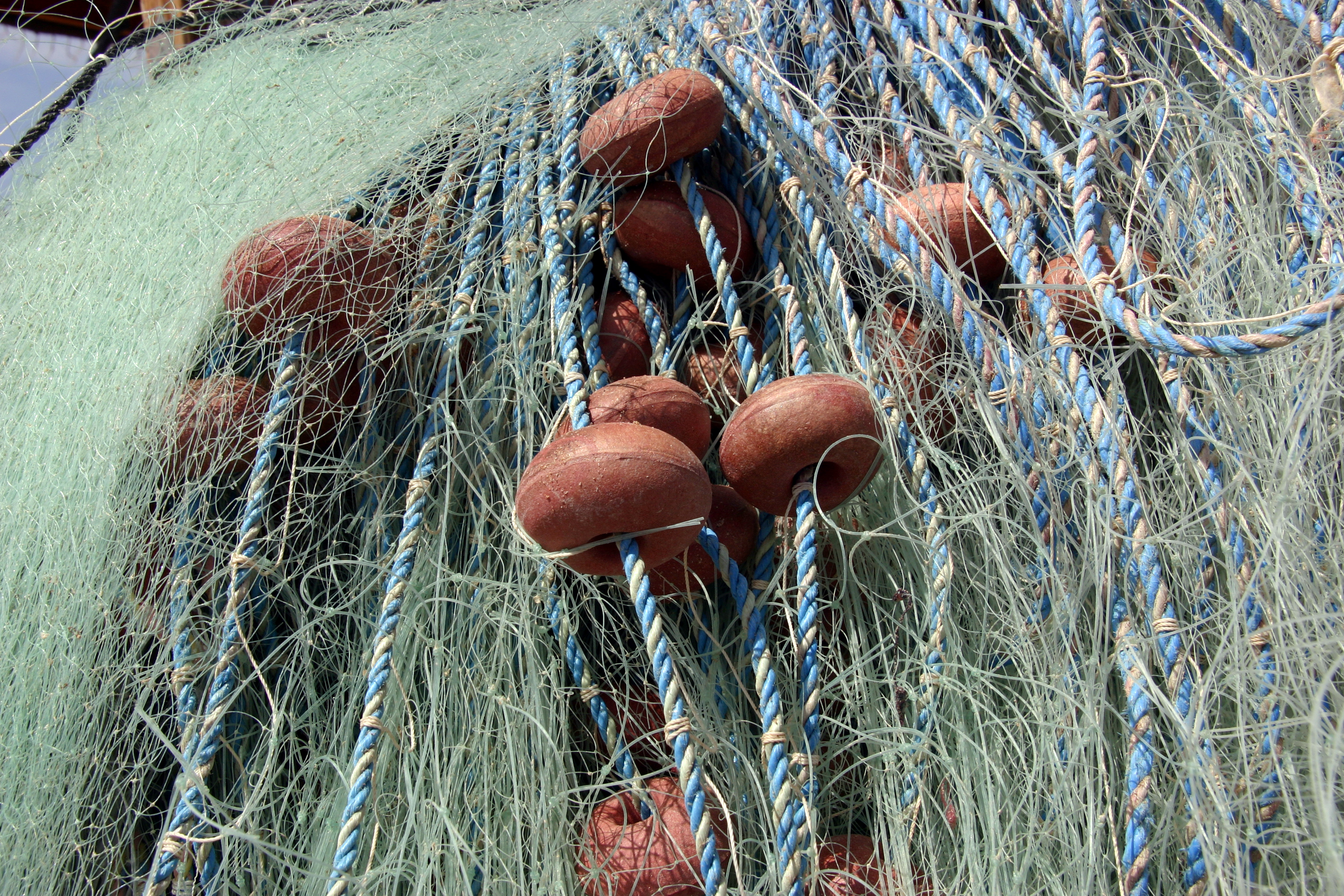
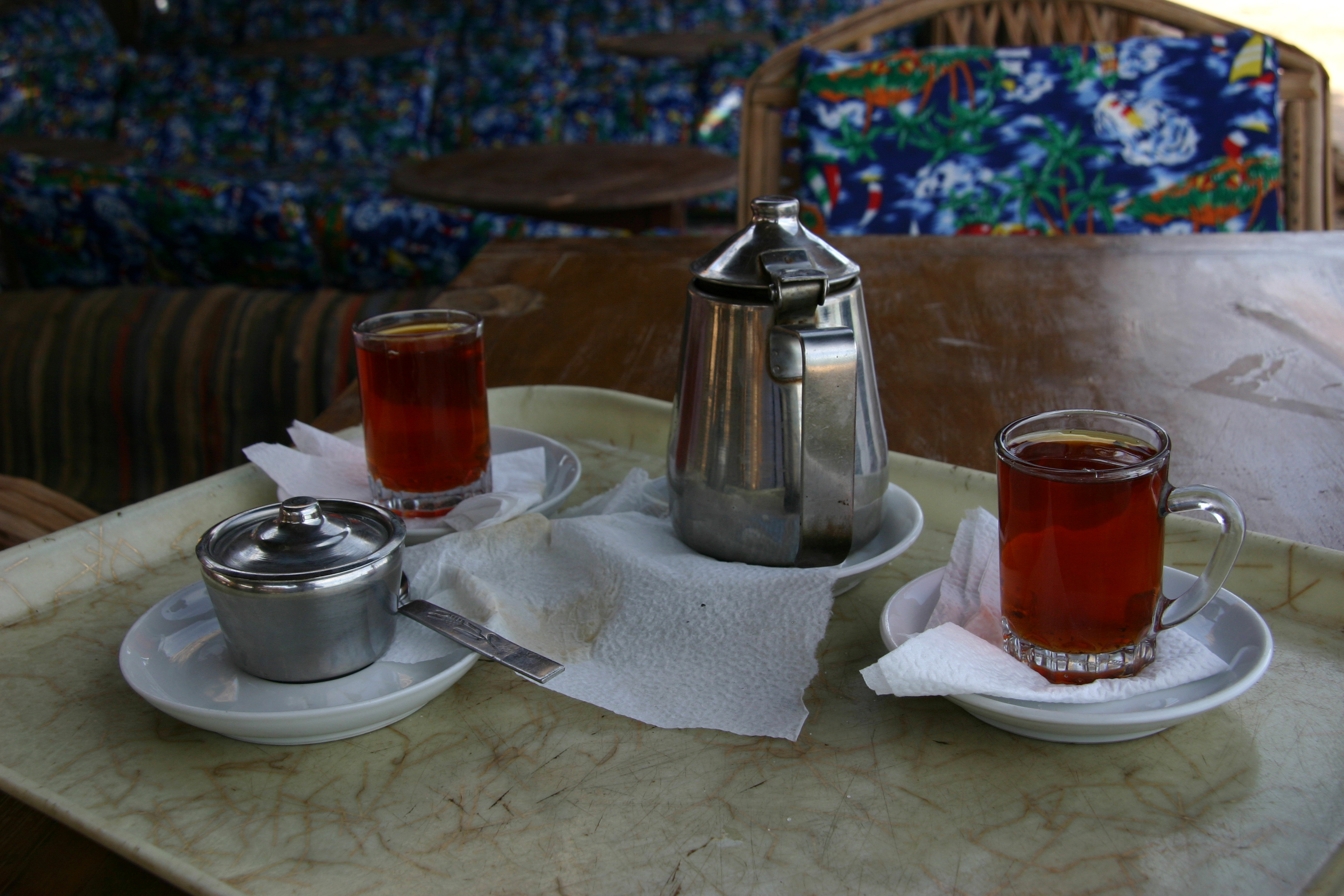
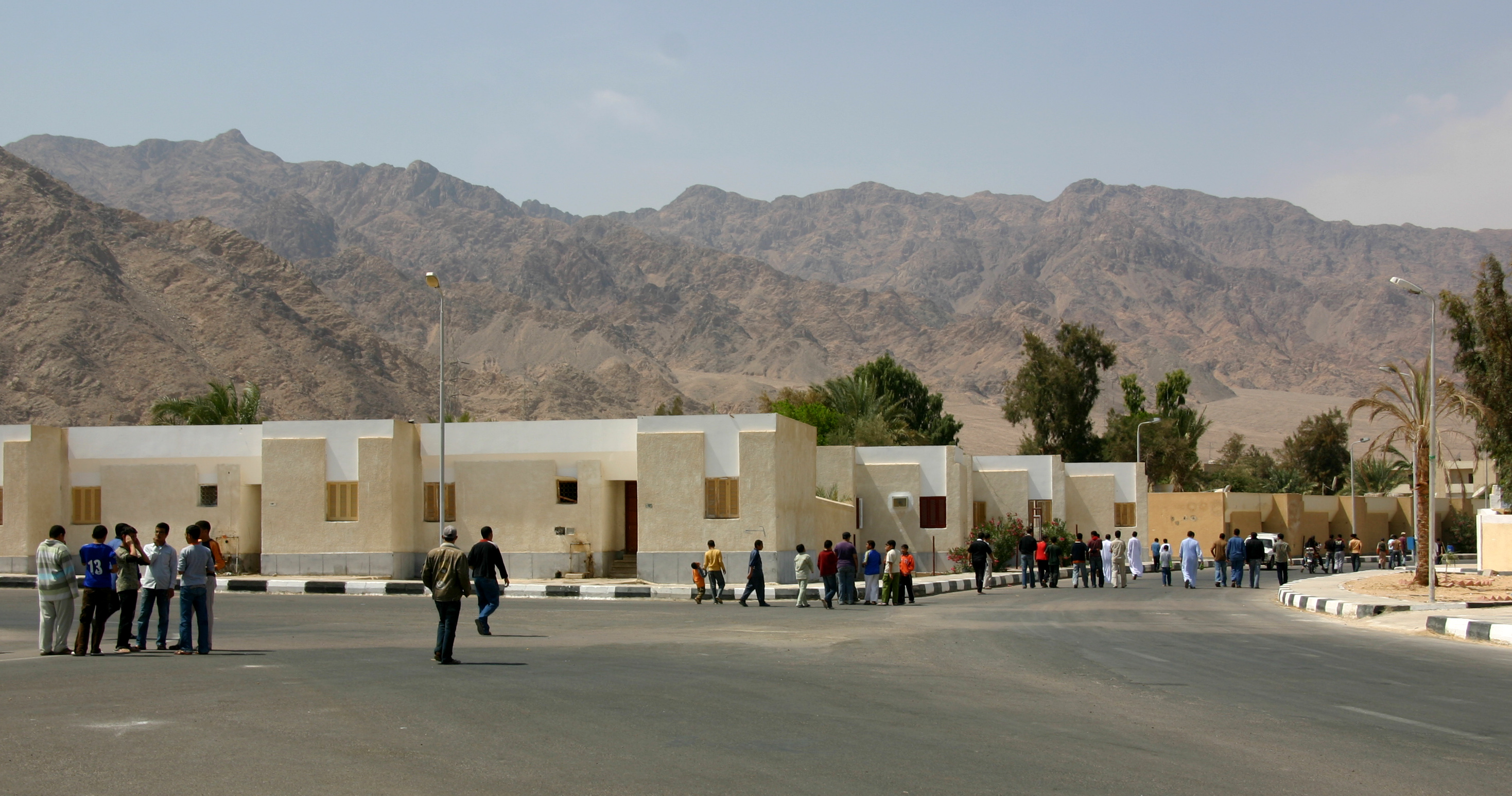
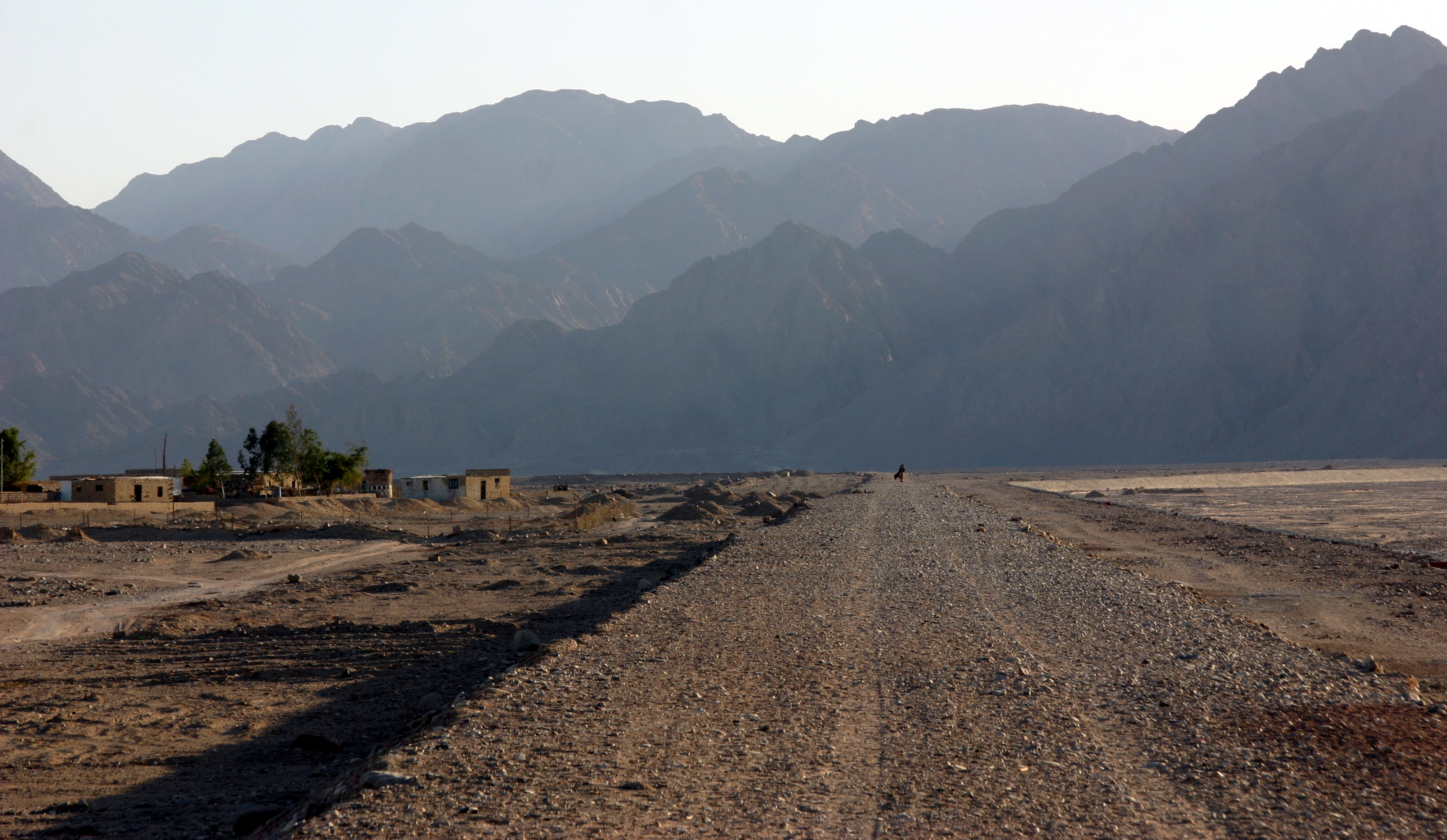
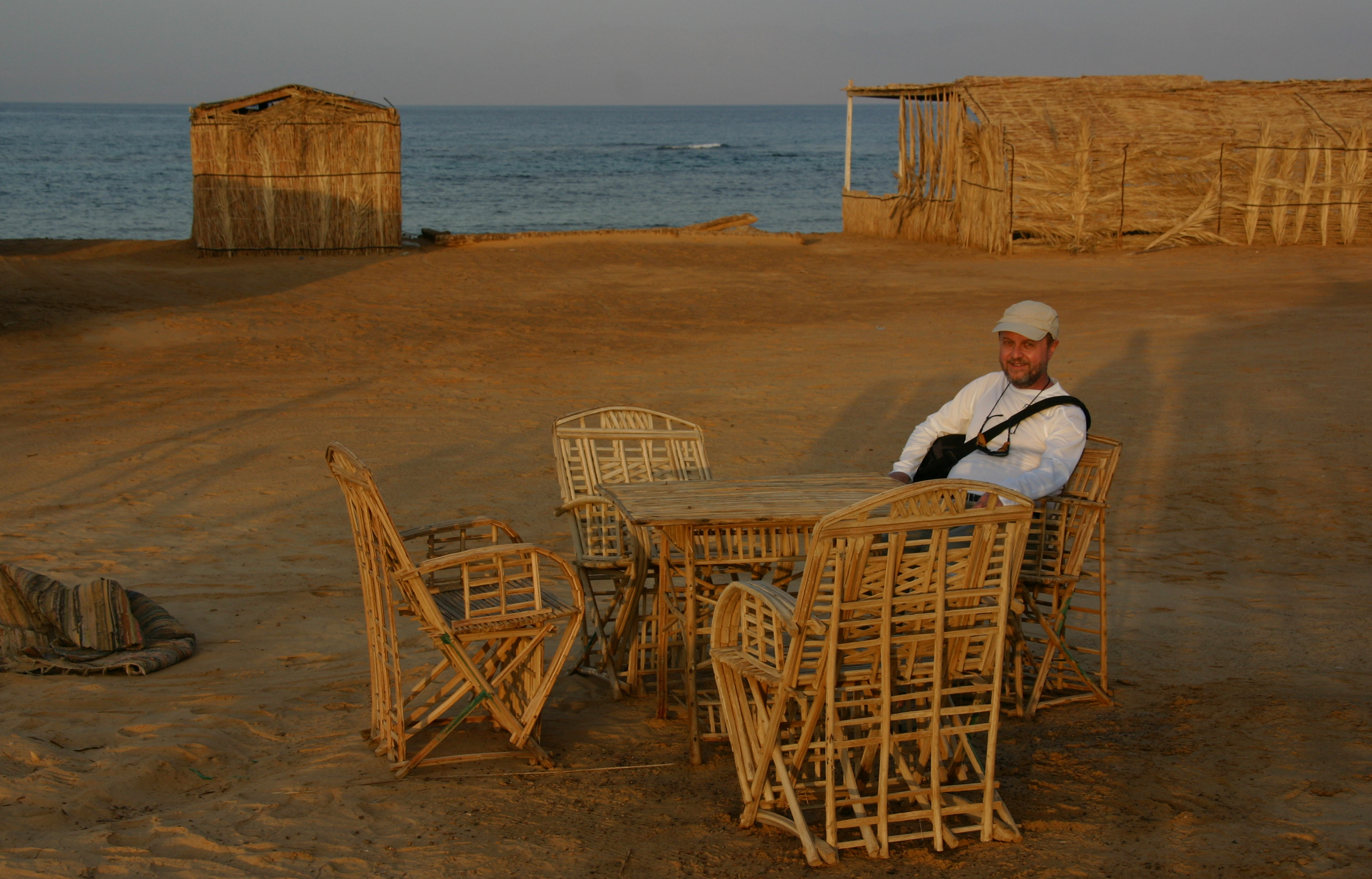
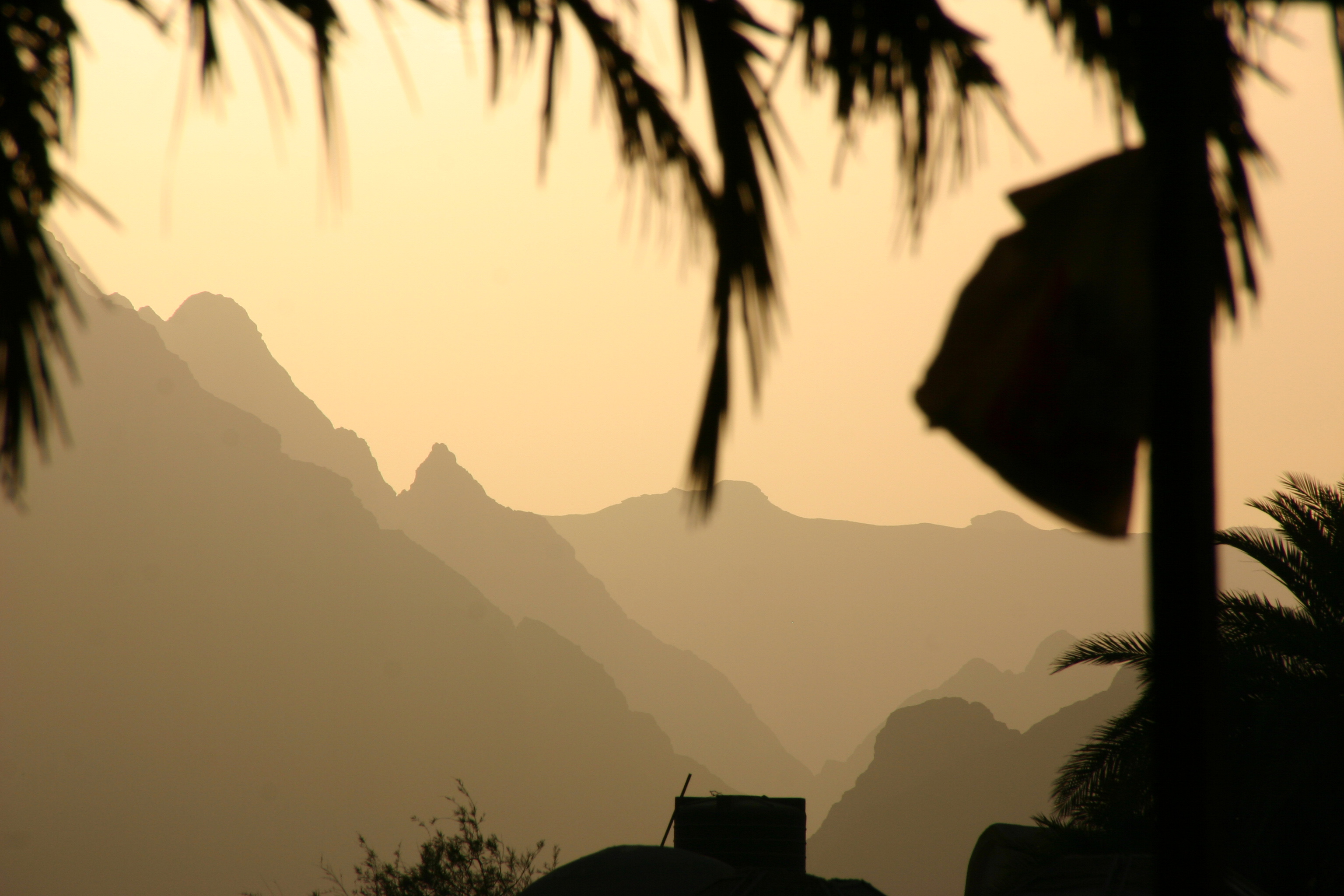